# Eugenia hiraeifolia
Eugenia hiraeifolia es una especie de planta perteneciente a la familia de las mirtáceas. 

## Descripción
Son árboles o arbustos, que alcanzan un tamaño de 3–7 m de alto; ramitas blanco-amarillentas o café-rojizo pálido tomentosas. Hojas elíptico-obovadas u oblongo-obovadas, 6–16 (–20) cm de largo y 6–11 cm de ancho, ápice redondeado o agudo, base redondeada o subauriculada, glabrescentes en la haz, permanentemente amarillo o blanco-grisáceo tomentosas en el envés. Racimos 2–5 cm de largo, flores 2–8, pedicelos 5–8 mm de largo, densamente tomentosos, bractéolas separadas, lineares, densamente tomentosas; hipanto cónico, densamente tomentoso; lobos del cáliz redondeados, 2.5–4 mm de largo, densamente tomentosos. Frutos oblongo-elípticos, 15–30 mm de largo.

## Distribución y hábitat
Abundante en bosques caducifolios y siempreverdes de la zona pacífica; a una altitud de10–1200 metros desde Honduras a Panamá.

## Taxonomía
Eugenia hiraeifolia fue descrita por Paul Carpenter Standley y publicado en Publications of the Field Museum of Natural History, Botanical Series 17(2): 202–203. 1937.
Etimología
Eugenia: nombre genérico otorgado en honor del  Príncipe Eugenio de Saboya.
hiraeifolia: epíteto
Sinonimia
- Eugenia salamensis var. hiraeifolia (Standl.) McVaugh	[3]